# Simone Spinola
Simone Spinola (Genova, 1497 – Genova, 3 ottobre 1569) fu il 66º doge della Repubblica di Genova.

## Biografia

Stemma nobiliare degli Spinola

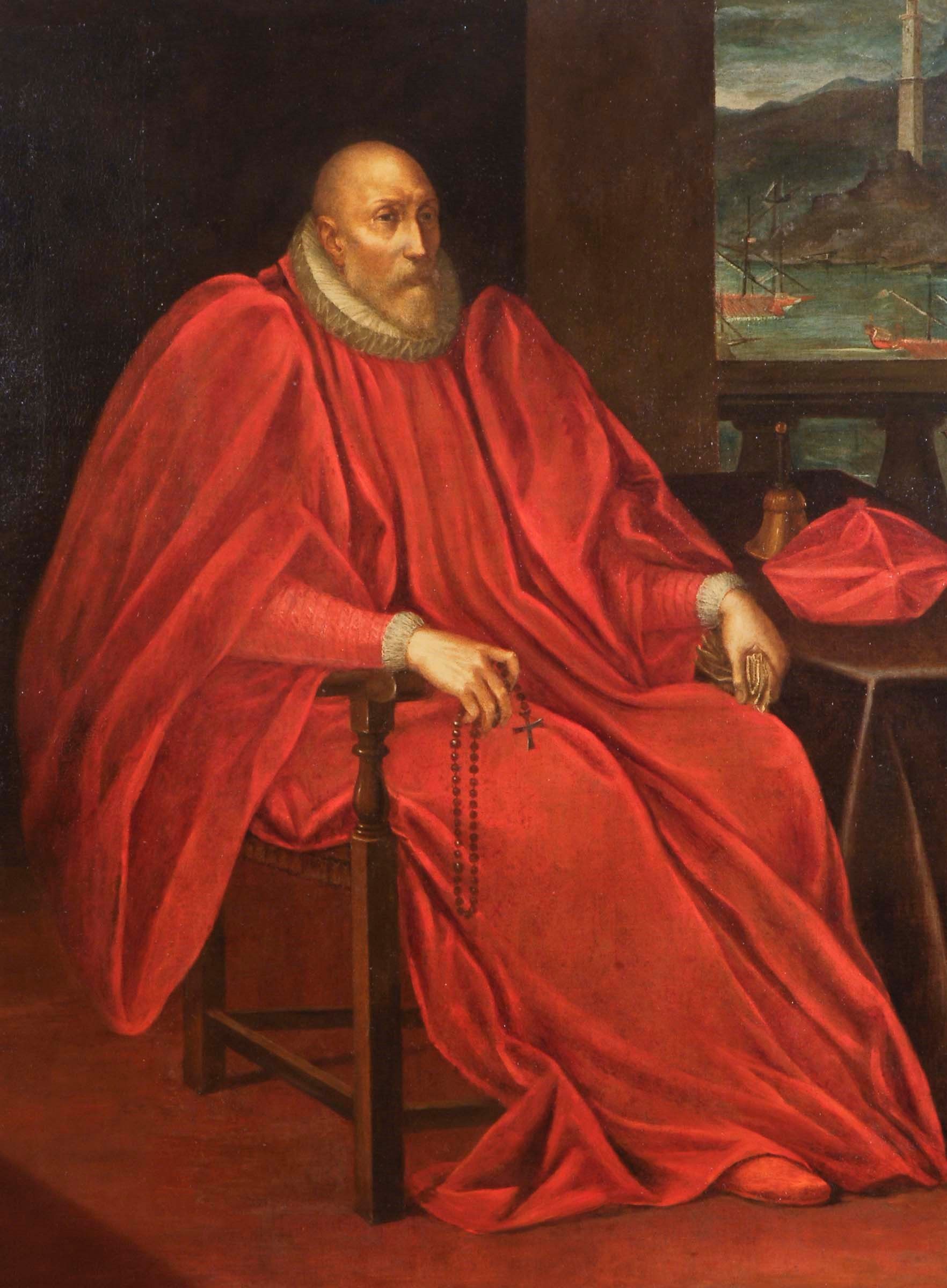
Dipinto del pittore Andrea Semino

Nativo di Genova intorno al 1497, Simone Spinola fu l'esponente della nobile famiglia Spinola del ramo di Luccoli e aderì a quella nobiltà considerata "vecchia" e contrapposta a quella "nuova". Abile mercante, ad Anversa e nelle Fiandre fece la sua fortuna mantenendo tuttavia rapporti economici e di stato con Genova. E in determinati anni tornò nel capoluogo genovese dove, tra gli altri incarichi, ricoprì la carica di console deputato ai sequestri (delle Caleghe).
Senza mai trascurare i suoi interessi nelle Fiandre dove periodicamente si recava, ricevette a Genova dal Senato l'incarico di ambasciatore presso la corte pontificia di Pio V nel corso del 1566.
Tornato nella capitale genovese nel 1567, Simone Spinola, il 15 ottobre dello stesso anno, fu eletto dal Gran Consiglio nuovo doge della Repubblica di Genova: il ventunesimo dalla riforma biennale e il sessantaseiesimo nella storia repubblicana.
Dei fatti principali e rilevanti del suo dogato vengono ricordati negli annali gli sforzi benevoli che portarono ad una riappacificazione dei rapporti tra la repubblica genovese e la sua colonia di Corsica. Non aveva ancora concluso il mandato quando, improvvisamente, il doge Spinola morì a Genova il 3 ottobre 1569. La salma fu tumulata nel mausoleo della cappella di Santa Caterina da Siena all'interno della non più esistente chiesa di San Domenico.